# Sojuz 17
Sojuz 17 (ryska: Союз-17) var en flygning i det sovjetiska rymdprogrammet. Farkosten sköts upp med en Sojuz-raket från Kosmodromen i Bajkonur den 11 januari 1975. Farkosten dockade med rymdstationen Saljut 4 den 12 januari 1975. Det var den första flygningen till rymdstationen. Farkosten lämnade rymdstationen den 9 februari 1975, återinträdde i jordens atmosfär och landade i Sovjetunionen den 10 februari 1975.